# Limba oriya
Limba oriya (ଓଡ଼ିଆ, cunoscută și ca odiya, poate fi scrisă și oria sau odia) este o limbă indo-europeană din familia limbilor indo-ariane, vorbită de aproximativ 33 milioane de persoane, în majoritate în statul indian Orissa, dar și în statele Bengalul de Vest, Jharkhand, Chhattisgarh și Andhra Pradesh. 